# Fran Navarro
Francisco José Navarro Aliaga, mais conhecido como Fran Navarro (Valência, 3 de fevereiro de 1998) é um futebolista profissional espanhol que atua como ponta-de-lança. Atualmente joga no Porto.

## Carreira

### Valencia
Natural de Valência, em jovem, Navarro trocou a formação do Levante pela do Valencia CF. Como sénior, atuou principalmente pelo Valencia B, na Segunda División B (3ª divisão espanhola).
A 26 de janeiro de 2019, Navarro foi pela primeira vez convocado pela equipa principal - devido à lesão de Kevin Gameiro - para uma partida em casa, na La Liga, contra o Villarreal CF; no entanto, não saiu do banco de suplentes; o Valencia venceu por 3–0.
A 11 de julho de 2019, Navarro foi emprestado ao KSC Lokeren, da Challenger Pro League (2ª divisão belga) para a temporada 2019–20. A 26 de setembro marcou o seu primeiro golo pela equipa, numa derrota por 4–2 (após prolongamento) frente ao Royal Antwerp, na 7ª ronda da Taça da Bélgica. A 5 de outubro, marcou o seu único golo na liga, numa vitória por 3–2 sobre o OH Leuven.

### Gil Vicente
A 26 de junho de 2021, após o seu contrato com o Valencia expirar, Navarro assinou por 3 anos pelo Gil Vicente, da Primeira Liga. Na sua estreia no campeonato, a 9 de agosto, bisou numa vitória em casa por 3–0 sobre o Boavista. Com 16 golos em 32 jogos, Navarro foi o 4º melhor marcador da Primeira Liga em 2021–22, ajudando o Gil a atingir o 5º lugar, garantindo uma vaga nos play-offs da Liga Conferência - a primeira qualificação para competições europeias na história do clube.
Na Primeira Liga 2022–23, Navarro foi titular em todos os 34 jogos, marcando 17 golos, incluindo bis contra Marítimo, Casa Pia e Boavista. Foi, juntamente com João Mário, do Benfica, o 3º melhor marcador do campeonato, ficando apenas atrás de Mehdi Taremi, do Porto, e de Gonçalo Ramos, do Benfica.

## Titulos
Porto
- Taça de Portugal: 2023–24
- Supertaça Cândido de Oliveira: 2024

## Estatísticas de Carreira

### Clube
- Atualizado até 15 de junho de 2023[10][11]

| Clube             | Temporada         | Campeonato            | Campeonato | Campeonato | Taça  | Taça  | Taça da Liga | Taça da Liga | Competições Europeias | Competições Europeias | Outros | Outros | Total | Total |
| Clube             | Temporada         | Liga                  | Jogos      | Golos      | Jogos | Golos | Jogos        | Golos        | Jogos                 | Golos                 | Jogos  | Golos  | Jogos | Golos |
| ----------------- | ----------------- | --------------------- | ---------- | ---------- | ----- | ----- | ------------ | ------------ | --------------------- | --------------------- | ------ | ------ | ----- | ----- |
| Valencia B        | 2014–15           | Segunda División B    | 2          | 0          | —     | —     | —            | —            | —                     | —                     | —      | —      | 2     | 0     |
| Valencia B        | 2015–16           | Segunda División B    | 4          | 1          | —     | —     | —            | —            | —                     | —                     | —      | —      | 4     | 1     |
| Valencia B        | 2016–17           | Segunda División B    | 4          | 2          | —     | —     | —            | —            | —                     | —                     | —      | —      | 4     | 2     |
| Valencia B        | 2017–18           | Segunda División B    | 31         | 4          | —     | —     | —            | —            | —                     | —                     | —      | —      | 31    | 4     |
| Valencia B        | 2018–19           | Segunda División B    | 35         | 9          | —     | —     | —            | —            | —                     | —                     | —      | —      | 35    | 9     |
| Valencia B        | 2020–21           | Segunda División B    | 22         | 11         | —     | —     | —            | —            | —                     | —                     | —      | —      | 22    | 11    |
| Valencia B        | Total             | Total                 | 98         | 27         | —     | —     | —            | —            | —                     | —                     | —      | —      | 98    | 27    |
| Valencia          | 2018–19           | La Liga               | 0          | 0          | 0     | 0     | —            | —            | —                     | —                     | —      | —      | 0     | 0     |
| Lokeren (emp.)    | 2019–20           | Challenger Pro League | 12         | 1          | 2     | 1     | —            | —            | —                     | —                     | —      | —      | 14    | 2     |
| Gil Vicente       | 2021–22           | Primeira Liga         | 32         | 16         | 1     | 0     | 2            | 0            | —                     | —                     | —      | —      | 35    | 16    |
| Gil Vicente       | 2022–23           | Primeira Liga         | 34         | 17         | 2     | 0     | 4            | 2            | 3                     | 2                     | —      | —      | 43    | 21    |
| Gil Vicente       | Total             | Total                 | 66         | 33         | 3     | 0     | 6            | 2            | 3                     | 2                     | —      | —      | 78    | 37    |
| Total de Carreira | Total de Carreira | Total de Carreira     | 176        | 61         | 5     | 1     | 6            | 2            | 3                     | 2                     | —      | —      | 190   | 66    |

1. ↑  Inclui Copa del Rey, Taça da Bélgica e Taça de Portugal
2. ↑  Inclui Taça da Liga
3. ↑  Jogos nos play-offs da Liga Conferência